# Zwartlijven
De zwartlijven (Tenebrionidae) vormen een familie uit de orde kevers. De naam is afgeleid van het Latijnse woord tenebrae, wat duisternis betekent. De familie telt een geschat aantal van ruim 20.000 beschreven soorten. Ze kent een kosmopolitische verspreiding, maar heeft de grootste soortendiversiteit in droge en woestijnachtige gebieden.

## Uiterlijke kenmerken
Er is in de familie zwartlijven een grote diversiteit in kleur, vorm en lichaamsgrootte. Veel soorten hebben zwarte dekschilden, maar er bestaan veel andere kleurvormen. Ze zijn onder andere te herkennen aan een richel voor de ogen waaronder de voelsprieten zijn ingeplant. De volwassen kevers zijn zeer heterogeen van vorm, maar de larven zijn juist eenvormig; ze lijken alle op meelwormen. Er zijn soorten met rechte flanken, maar ook grote ovale soorten. Ook de textuur varieert, van glad en glanzend tot dof en ruw. Veel soorten kunnen niet vliegen omdat ze gereduceerde achtervleugels hebben. De lichaamslengte varieert van 0,1 tot 8 centimeter.

## Leefwijze
Het voedsel van zwartlijven bestaat uit plantaardige en dierlijke resten. Sommige soorten scheiden een onwelriekende vloeistof af ter verdediging.

## Verspreiding en leefgebied

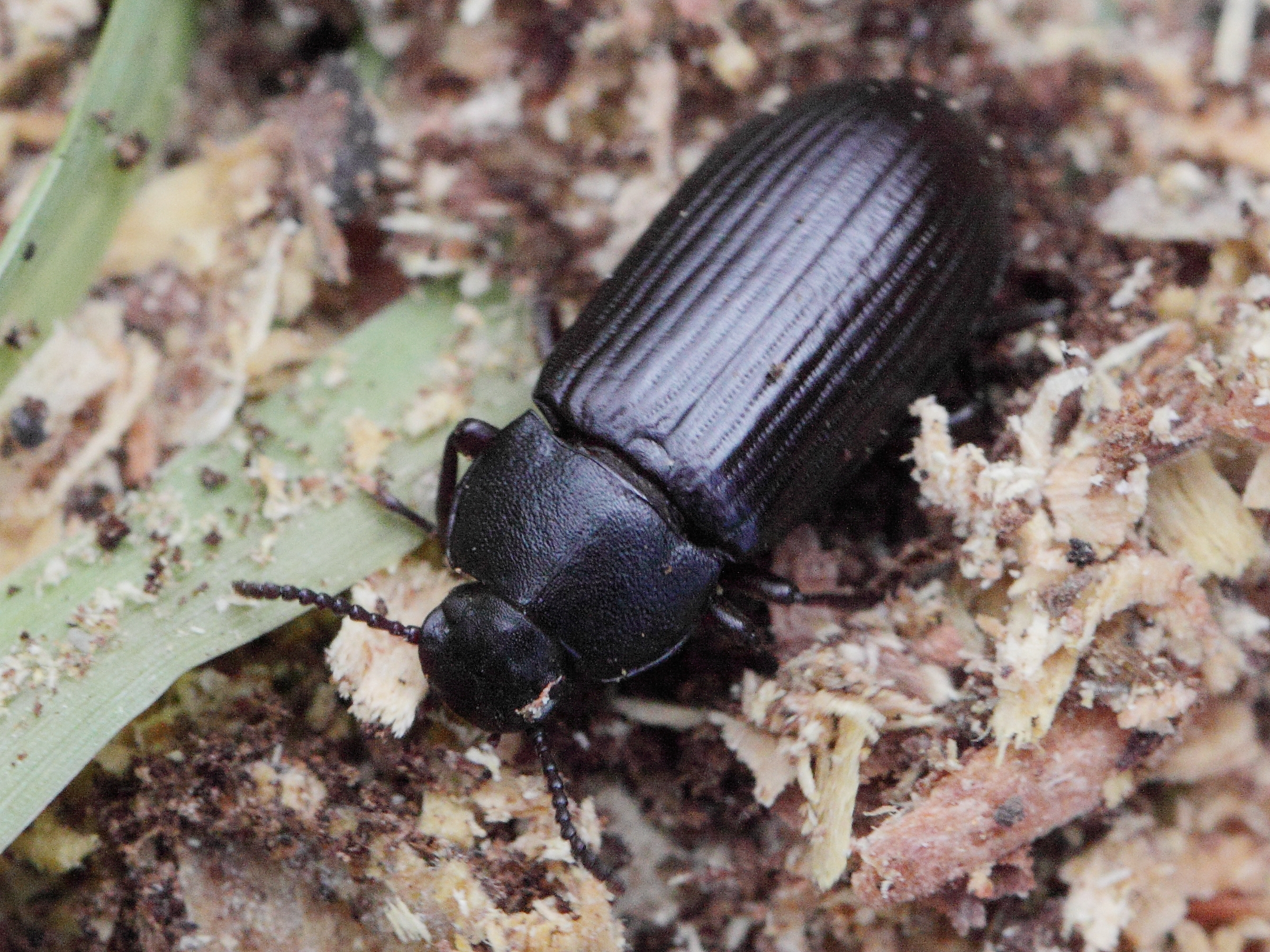
De meeltor (Tenebrio molitor) is een bekende zwartlijf in de Benelux

De familie komt wereldwijd voor in verschillende terrestrische habitats, vooral in droge gebieden. In Nederland en België komen ruim vijftig soorten voor, waaronder de wolkever (Lagria hirta), de meeltor (Tenebrio molitor) en het boletenzwartlijf (Diaperis boleti).

## Taxonomie
De volgende taxa zijn bij de familie ingedeeld:
- Onderfamilie Lagriinae Latreille, 1825 (1820)
  - Tribus Laenini Seidlitz, 1896[2]
    - Geslacht Afrolaena Endrödy-Younga & Schawaller, 2002[3]
      - Afrolaena elongata Endrödy-Younga & Schawaller, 2002[3]
      - Afrolaena knysnaensis Endrödy-Younga & Schawaller, 2002[3]
      - Afrolaena natalica Endrödy-Younga & Schawaller, 2002[3]
      - Afrolaena ornata Endrödy-Younga & Schawaller, 2002[3]
      - Afrolaena palpata Endrödy-Younga & Schawaller, 2002[3]
      - Afrolaena parallela Endrödy-Younga & Schawaller, 2002[3]
      - Afrolaena tibialis Endrödy-Younga & Schawaller, 2002[3]
      - Afrolaena transkeiensis Endrödy-Younga & Schawaller, 2002[3]

    - Geslacht Borneolaena Schawaller, 1998[4]
      - Borneolaena riedeli Schawaller, 1998[4]

    - Geslacht Eschatoporis Blaisdell, 1906
      - Eschatoporis nunenmacheri Blaisdell, 1906

    - Geslacht Hovadelium Ardoin, 1961[5]
      - Hovadelium aeneum Ardoin, 1961[5]
      - Hovadelium ardoini Schawaller, 2013[6]
      - Hovadelium bremeri Schawaller, 2013[6]
      - Hovadelium discoidale Ardoin, 1961[5]
      - Hovadelium elongatum Ardoin, 1976[7]

    - Geslacht Hypolaenopsis Masumoto, 2001
      - Hypolaenopsis benesi (Schawaller, 2001)
      - Hypolaenopsis hongyuanica (Schawaller, 2001)
      - Hypolaenopsis hualongica (Schawaller, 2001)
      - Hypolaenopsis nanpingica (Schawaller, 2001)
      - Hypolaenopsis nomurai (Schawaller, 2001)
      - Hypolaenopsis uenoi Masumoto, 2001

    - Geslacht Laena Dejean, 1821[8]
      - Laena acco {{{1}}}, 
      - Laena acuticollis {{{1}}}, 
      - Laena aenea {{{1}}}, 
      - Laena africana Endrödy-Younga & Schawaller, 2002[3]
      - Laena alaiensis {{{1}}}, 
      - Laena alesi {{{1}}}, 
      - Laena alexanderi {{{1}}}, 
      - Laena almorensis {{{1}}}, 
      - Laena alpina {{{1}}}, 
      - Laena alticola {{{1}}}, 
      - Laena angkhangensis {{{1}}}, 
      - Laena angulifemoralis {{{1}}}, 
      - Laena annapurna {{{1}}}, 
      - Laena apfelbecki {{{1}}}, 
      - Laena arun {{{1}}}, 
      - Laena atripennis {{{1}}}, 
      - Laena badakschanica {{{1}}}, 
      - Laena badrinathica {{{1}}}, 
      - Laena baiorum {{{1}}}, 
      - Laena baishuica {{{1}}}, 
      - Laena baoshanica {{{1}}}, 
      - Laena barclayi {{{1}}}, 
      - Laena barkamica {{{1}}}, 
      - Laena barypithoides {{{1}}}, 
      - Laena basumtsoica {{{1}}}, 
      - Laena becvari {{{1}}}, 
      - Laena beesoni {{{1}}}, 
      - Laena benderaica {{{1}}}, 
      - Laena berembanensis {{{1}}}, 
      - Laena bhatiai {{{1}}}, 
      - Laena bhutanensis {{{1}}}, 
      - Laena bicolor {{{1}}}, 
      - Laena bidentata {{{1}}}, 
      - Laena bifoveolata {{{1}}}, 
      - Laena blairi {{{1}}}, 
      - Laena bogatschevi {{{1}}}, 
      - Laena bohrni {{{1}}}, 
      - Laena bowaica {{{1}}}, 
      - Laena brahmae {{{1}}}, 
      - Laena brancuccii {{{1}}}, 
      - Laena breiti {{{1}}}, 
      - Laena brendelli {{{1}}}, 
      - Laena brevipennis {{{1}}}, 
      - Laena brinchangensis {{{1}}}, 
      - Laena broscosomoides {{{1}}}, 
      - Laena burckhardti {{{1}}}, 
      - Laena businskyorum {{{1}}}, 
      - Laena cameroni {{{1}}}, 
      - Laena cameronica {{{1}}}, 
      - Laena cardiothorax {{{1}}}, 
      - Laena carinata {{{1}}}, 
      - Laena carinipennis {{{1}}}, 
      - Laena carolinae {{{1}}}, 
      - Laena caucasica {{{1}}}, 
      - Laena champasaka {{{1}}}, 
      - Laena championi {{{1}}}, 
      - Laena chatkalica {{{1}}}, 
      - Laena chatterjeei {{{1}}}, 
      - Laena chaukiensis {{{1}}}, 
      - Laena chejuana {{{1}}}, 
      - Laena chetri {{{1}}}, 
      - Laena chileyla {{{1}}}, 
      - Laena chiloriluxa {{{1}}}, 
      - Laena chinensis {{{1}}}, 
      - Laena chitralica {{{1}}}, 
      - Laena cholanica {{{1}}}, 
      - Laena chomolungma {{{1}}}, 
      - Laena clivinoides {{{1}}}, 
      - Laena clypealis {{{1}}}, 
      - Laena confusa {{{1}}}, 
      - Laena coniceps {{{1}}}, 
      - Laena consimilis {{{1}}}, 
      - Laena constricta {{{1}}}, 
      - Laena convexicollis {{{1}}}, 
      - Laena cooteri {{{1}}}, 
      - Laena corallipes {{{1}}}, 
      - Laena crenulicollis {{{1}}}, 
      - Laena cribrella {{{1}}}, 
      - Laena cuccodoroi {{{1}}}, 
      - Laena cylindrica {{{1}}}, 
      - Laena dabashanica {{{1}}}, 
      - Laena daliensis {{{1}}}, 
      - Laena dampaensis {{{1}}}, 
      - Laena davidi {{{1}}}, 
      - Laena daxueica {{{1}}}, 
      - Laena dentata {{{1}}}, 
      - Laena dentatocrassa {{{1}}}, 
      - Laena denticollis {{{1}}}, 
      - Laena denticrus {{{1}}}, 
      - Laena dentipennis {{{1}}}, 
      - Laena dentipes {{{1}}}, 
      - Laena dentitibia {{{1}}}, 
      - Laena denudata {{{1}}}, 
      - Laena deqenica {{{1}}}, 
      - Laena dhorpatanica {{{1}}}, 
      - Laena diancangica {{{1}}}, 
      - Laena dickorei {{{1}}}, 
      - Laena dilutella {{{1}}}, 
      - Laena dumialensis {{{1}}}, 
      - Laena edmundi {{{1}}}, 
      - Laena elburzica {{{1}}}, 
      - Laena ellenae {{{1}}}, 
      - Laena emeishana {{{1}}}, 
      - Laena espagnoli {{{1}}}, 
      - Laena exjuncta {{{1}}}, 
      - Laena fangensis {{{1}}}, 
      - Laena fanjingshanana {{{1}}}, 
      - Laena farkaci {{{1}}}, 
      - Laena fengileana {{{1}}}, 
      - Laena ferruginea {{{1}}}, 
      - Laena fikaceki {{{1}}}, 
      - Laena flectotibia {{{1}}}, 
      - Laena formaneki {{{1}}}, 
      - Laena fouquei {{{1}}}, 
      - Laena franzi {{{1}}}, 
      - Laena franziana {{{1}}}, 
      - Laena fraserensis {{{1}}}, 
      - Laena freudei {{{1}}}, 
      - Laena fulunga {{{1}}}, 
      - Laena gairibasensis {{{1}}}, 
      - Laena galyatica {{{1}}}, 
      - Laena ganzica {{{1}}}, 
      - Laena gaoligongica {{{1}}}, 
      - Laena gardneri {{{1}}}, 
      - Laena gebieni {{{1}}}, 
      - Laena geiseri {{{1}}}, 
      - Laena gentingica {{{1}}}, 
      - Laena gialaica {{{1}}}, 
      - Laena gigantea {{{1}}}, 
      - Laena goetzi {{{1}}}, 
      - Laena gracilis {{{1}}}, 
      - Laena grandis {{{1}}}, 
      - Laena guangxica {{{1}}}, 
      - Laena guizhouica {{{1}}}, 
      - Laena gyalthangica {{{1}}}, 
      - Laena gyamdaica {{{1}}}, 
      - Laena habashanica {{{1}}}, 
      - Laena haigouica {{{1}}}, 
      - Laena hartmanni {{{1}}}, 
      - Laena hauseri {{{1}}}, 
      - Laena hazaraca {{{1}}}, 
      - Laena heinzi {{{1}}}, 
      - Laena hengduanica {{{1}}}, 
      - Laena herbertfranzi Kaszab, 1973
        - = Laena augur Kaszab, 1973
        - = Laena magarkensis Masumoto, 1990
        - = Laena schusteriana Kaszab, 1973

      - Laena himalayana {{{1}}}, 
      - Laena hingstoni {{{1}}}, 
      - Laena hirtella {{{1}}}, 
      - Laena hirtipes {{{1}}}, 
      - Laena hlavaci {{{1}}}, 
      - Laena hoanglienensis {{{1}}}, 
      - Laena holdhausi {{{1}}}, 
      - Laena holzschuhi {{{1}}}, 
      - Laena hopffgarteni {{{1}}}, 
      - Laena houzhenzica {{{1}}}, 
      - Laena hubeica {{{1}}}, 
      - Laena hystrix {{{1}}}, 
      - Laena incomperta {{{1}}}, 
      - Laena indica {{{1}}}, 
      - Laena interrupta {{{1}}}, 
      - Laena inthanonica {{{1}}}, 
      - Laena irregularis {{{1}}}, 
      - Laena jalaorana {{{1}}}, 
      - Laena janatai {{{1}}}, 
      - Laena jasarensis {{{1}}}, 
      - Laena jeraica {{{1}}}, 
      - Laena jiangxica {{{1}}}, 
      - Laena jinpingica {{{1}}}, 
      - Laena jizushana {{{1}}}, 
      - Laena jocheni {{{1}}}, 
      - Laena jumlana {{{1}}}, 
      - Laena kabakovi {{{1}}}, 
      - Laena kachinorum {{{1}}}, 
      - Laena kaghanica {{{1}}}, 
      - Laena kalabi {{{1}}}, 
      - Laena kaliensis {{{1}}}, 
      - Laena kangchendzongensis {{{1}}}, 
      - Laena kangdingica {{{1}}}, 
      - Laena karakorumensis {{{1}}}, 
      - Laena kaschmirensis {{{1}}}, 
      - Laena kaszabi {{{1}}}, 
      - Laena kelantanica {{{1}}}, 
      - Laena kenyirica {{{1}}}, 
      - Laena khaolaka {{{1}}}, 
      - Laena khumbuana {{{1}}}, 
      - Laena kiyoshii {{{1}}}, 
      - Laena kresli {{{1}}}, 
      - Laena kubani {{{1}}}, 
      - Laena kuluana {{{1}}}, 
      - Laena kunarica {{{1}}}, 
      - Laena kurbatovi {{{1}}}, 
      - Laena lacordairii {{{1}}}, 
      - Laena ladakhica {{{1}}}, 
      - Laena laevigata {{{1}}}, 
      - Laena laevipennis {{{1}}}, 
      - Laena lamjurensis {{{1}}}, 
      - Laena langmusica {{{1}}}, 
      - Laena lawaraica {{{1}}}, 
      - Laena lebedevi {{{1}}}, 
      - Laena leonhardi {{{1}}}, 
      - Laena liangi {{{1}}}, 
      - Laena lilliputana {{{1}}}, 
      - Laena limbu {{{1}}}, 
      - Laena lindbergi {{{1}}}, 
      - Laena lisuorum {{{1}}}, 
      - Laena loebli {{{1}}}, 
      - Laena longipilis {{{1}}}, 
      - Laena longula {{{1}}}, 
      - Laena loricera {{{1}}}, 
      - Laena ludingica {{{1}}}, 
      - Laena luguica {{{1}}}, 
      - Laena luhuoica {{{1}}}, 
      - Laena luprops {{{1}}}, 
      - Laena magar {{{1}}}, 
      - Laena magarkensis {{{1}}}, 
      - Laena malakkaensis {{{1}}}, 
      - Laena malaysica {{{1}}}, 
      - Laena manang {{{1}}}, 
      - Laena maowenica {{{1}}}, 
      - Laena martensi {{{1}}}, 
      - Laena marthae {{{1}}}, 
      - Laena martinhauseri {{{1}}}, 
      - Laena masumotoi {{{1}}}, 
      - Laena merkli {{{1}}}, 
      - Laena merklottoi {{{1}}}, 
      - Laena miandamica {{{1}}}, 
      - Laena michaeli {{{1}}}, 
      - Laena minuta {{{1}}}, 
      - Laena mirabilis {{{1}}}, 
      - Laena moguntia {{{1}}}, 
      - Laena motogana {{{1}}}, 
      - Laena moxica {{{1}}}, 
      - Laena mulica {{{1}}}, 
      - Laena mussoorica {{{1}}}, 
      - Laena naxiorum {{{1}}}, 
      - Laena newar {{{1}}}, 
      - Laena nigritissima {{{1}}}, 
      - Laena nishikawai {{{1}}}, 
      - Laena nujiangica {{{1}}}, 
      - Laena nyingchica {{{1}}}, 
      - Laena ocys {{{1}}}, 
      - Laena oedipus {{{1}}}, 
      - Laena opaca {{{1}}}, 
      - Laena opacicollis {{{1}}}, 
      - Laena orbicollis {{{1}}}, 
      - Laena osmanlis {{{1}}}, 
      - Laena ovipennis {{{1}}}, 
      - Laena pacholatkoi {{{1}}}, 
      - Laena pahakhola {{{1}}}, 
      - Laena pakistanica {{{1}}}, 
      - Laena paomaica {{{1}}}, 
      - Laena parallelocollis {{{1}}}, 
      - Laena parateneta {{{1}}}, 
      - Laena parkeri {{{1}}}, 
      - Laena penangica {{{1}}}, 
      - Laena phithangensis {{{1}}}, 
      - Laena piligera {{{1}}}, 
      - Laena ilosissima {{{1}}}, 
      - Laena planipennis {{{1}}}, 
      - Laena pokharana {{{1}}}, 
      - Laena prehimalayica {{{1}}}, 
      - Laena pseudofranzi {{{1}}}, 
      - Laena pseudosiamica {{{1}}}, 
      - Laena puetzi {{{1}}}, 
      - Laena pulchella {{{1}}}, 
      - Laena punctatissima {{{1}}}, 
      - Laena puncticollis {{{1}}}, 
      - Laena punctiventris {{{1}}}, 
      - Laena putaoica {{{1}}}, 
      - Laena qinlingica {{{1}}}, 
      - Laena quadrata {{{1}}}, 
      - Laena quinquagesima {{{1}}}, 
      - Laena rai {{{1}}}, 
      - Laena reitteri {{{1}}}, 
      - Laena reuteri {{{1}}}, 
      - Laena rhododendri {{{1}}}, 
      - Laena riedeli {{{1}}}, 
      - Laena robusta {{{1}}}, 
      - Laena rolandi {{{1}}}, 
      - Laena rosti {{{1}}}, 
      - Laena rotundicollis {{{1}}}, 
      - Laena rubripes {{{1}}}, 
      - Laena rugosa {{{1}}}, 
      - Laena rupalica {{{1}}}, 
      - Laena ruthmuellerae Endrödy-Younga & Schawaller, 2002[3]
      - Laena safraneki {{{1}}}, 
      - Laena sagarmatha {{{1}}}, 
      - Laena sakaii {{{1}}}, 
      - Laena sapa {{{1}}}, 
      - Laena schmidti {{{1}}}, 
      - Laena schuelkei {{{1}}}, 
      - Laena schulzi {{{1}}}, 
      - Laena schwendingeri {{{1}}}, 
      - Laena sehnali {{{1}}}, 
      - Laena septuagesima {{{1}}}, 
      - Laena shaluica {{{1}}}, 
      - Laena sherpa {{{1}}}, 
      - Laena siamica {{{1}}}, 
      - Laena similis {{{1}}}, 
      - Laena simillima {{{1}}}, 
      - Laena simlaica {{{1}}}, 
      - Laena singalilensis {{{1}}}, 
      - Laena smetanai {{{1}}}, 
      - Laena sparsepunctata {{{1}}}, 
      - Laena starcki {{{1}}}, 
      - Laena studiosa {{{1}}}, 
      - Laena subalpina {{{1}}}, 
      - Laena subcoeca {{{1}}}, 
      - Laena sulcata {{{1}}}, 
      - Laena swatica {{{1}}}, 
      - Laena tabanai {{{1}}}, 
      - Laena tachysoides {{{1}}}, 
      - Laena taipingica {{{1}}}, 
      - Laena takara {{{1}}}, 
      - Laena takolana {{{1}}}, 
      - Laena tamang {{{1}}}, 
      - Laena tamdaoensis {{{1}}}, 
      - Laena tamur {{{1}}}, 
      - Laena tanahratica {{{1}}}, 
      - Laena tawang {{{1}}}, 
      - Laena tenga {{{1}}}, 
      - Laena thailandica {{{1}}}, 
      - Laena thameogensis {{{1}}}, 
      - Laena thimphuica {{{1}}}, 
      - Laena thodunga {{{1}}}, 
      - Laena tibetana {{{1}}}, 
      - Laena tibialis {{{1}}}, 
      - Laena tonkinensis {{{1}}}, 
      - Laena tryznai {{{1}}}, 
      - Laena tuntalica {{{1}}}, 
      - Laena turkestanica {{{1}}}, 
      - Laena turnai {{{1}}}, 
      - Laena uenoi {{{1}}}, 
      - Laena viennensis {{{1}}}, 
      - Laena vietnamica {{{1}}}, 
      - Laena villosa {{{1}}}, 
      - Laena vishnua {{{1}}}, 
      - Laena wanensis {{{1}}}, 
      - Laena watanabei {{{1}}}, 
      - Laena waygalica {{{1}}}, 
      - Laena wittmeri {{{1}}}, 
      - Laena wolongica {{{1}}}, 
      - Laena wrasei {{{1}}}, 
      - Laena xuerenensis {{{1}}}, 
      - Laena xueshanica {{{1}}}, 
      - Laena yajiangica {{{1}}}, 
      - Laena yasuakii {{{1}}}, 
      - Laena yodai {{{1}}}, 
      - Laena yufengsi {{{1}}}, 
      - Laena yulongica {{{1}}}, 
      - Laena yusmargica {{{1}}}, 
      - Laena yuzhuensis {{{1}}}, 
      - Laena zhengi {{{1}}}, 
      - Laena zogqenica {{{1}}}, 
      - Laena zongdianica {{{1}}}, 

    - Geslacht Lucidolaena Endrödy-Younga & Schawaller, 2002[3]
      - Lucidolaena amatolensis Endrödy-Younga & Schawaller, 2002[3]

    - Geslacht Mimolaena Ardoin, 1961[5]
      - Mimolaena clarissae Ferrer, 1998[9]
      - Mimolaena janaki Schawaller, 2013[6]
      - Mimolaena pauliani Ardoin, 1961[5]

  - Tribus Adeliini Hope, 1840

- - Tribus Pycnocerini Lacordaire, 1859
  - Tribus Goniaderini Lacordaire, 1859
  - Tribus Lupropini Ardoin, 1958
  - Tribus Lagriini Latreille, 1825 (1820)
    - Subtribus Lagriina Latreille, 1825 (1820)
    - Subtribus Statirina Blanchard, 1845

  - Tribus Chaerodini Doyen, Matthews et Lawrence, 1990
  - Tribus Cossyphini Latreille, 1802
  - Tribus Belopini Reitter, 1917
- Onderfamilie Nilioninae Lacordaire, 1859
  - Geslacht Nilio Latreille, 1802
    - 42 soorten
- Onderfamilie Cossyphodinae Wasmann, 1899
  - Tribus Cossyphodini Wasmann, 1899
  - Tribus Cossyphoditini Basilewsky, 1950
  - Tribus Esemephini Steiner, 1980
  - Tribus Paramellonini Andreae, 1961
- Onderfamilie Phrenapatinae Solier, 1834
  - Tribus Archaeoglenini Watt, 1974
  - Tribus Penetini Lacordaire, 1859
  - Tribus Phrenapatini Solier, 1834
- Onderfamilie Zolodininae Watt, 1974
  - Geslacht Zolodinus Blanchard, 1847[10]
  - Geslacht Tanylypa Pascoe, 1869[11]
- Onderfamilie Pimeliinae Latreille, 1802
  - Tribus Boromorphini Skopin, 1978
    - Geslacht Boromorphus Wollaston, 1854
      - Boromorphus aegyptiacus Reitter, 1908[12]
      - Boromorphus armeniacus Reitter, 1889
      - Boromorphus italicus Gardini, 2010[13]
      - Boromorphus klausnitzeri Schawaller, 2014[14]
      - Boromorphus libanicus Baudi Di Selve, 1881[15]
      - Boromorphus opaculus Reitter, 1887
      - Boromorphus parvus Wollaston, 1865
      - Boromorphus tagenioides (Lucas, 1849)
        - = Boros tagenioides Lucas, 1849
        - = Boromorphus maderae Wollaston, 1854

      - Boromorphus saudicus Schawaller, Al Dhafer & Fadl, 2013[16]

  - Tribus Caenocrypticini Koch, 1958
  - Tribus Cnemeplatiini Csiki, 1953
    - Subtribus Actizetina Watt, 1992
    - Subtribus Cnemeplatiina Csiki, 1953
    - Subtribus Rondoniellina Ferrer et Moragues, 2000
    - Subtribus Thorictosomatina Watt, 1992

  - Tribus Ididiini Medvedev, 1973
  - Tribus Falsomycterini Gebien, 1910
  - Tribus Lachnogyini Seidlitz, 1894
    - Subtribus Klewariina Gebien, 1910
    - Subtribus Lachnogyina Seidlitz, 1894
    - Subtribus Netuschiliina Ferrer et Yvinec, 2004

  - Tribus Vacronini Gebien, 1910
  - Tribus Stenosini Lacordaire, 1859 / Schaum, 1859 (1834)
  - Tribus Zophosoni Solier, 1834
  - Tribus Erodiini Billberg, 1820
  - Tribus Adelostomini Solier, 1834 (= Eurychotini Solier, 1837)
  - Tribus Ceratanisini Gebien, 1937
  - Tribus Sepidiini Eschscholtz, 1829 (= Molurini Solier, 1834)
    - Subtribus Hypomelina Koch, 1955
    - Subtribus Molurina Solier, 1834
    - Subtribus Oxurina Koch, 1955
    - Subtribus Phanerotomeina Koch, 1955
    - Subtribus Sepidiina Eschscholtz, 1829
    - Subtribus Trachynotina Koch, 1955

  - Tribus Akidini Billberg, 1820
  - Tribus Cryptochilini Solier, 1840
    - Subtribus Calognathina Lacordaire, 1859
    - Subtribus Cryptochilina Solier, 1840
    - Subtribus Homebiina Endrödy-Younga, 1989
    - Subtribus Horatomina Koch, 1955
    - Subtribus Vansoniina Koch, 1955

  - Tribus Pimeliini Latreille, 1802
  - Tribus Anepsiini LeConte, 1862
  - Tribus Centriopterini Lacordaire, 1859 (= Cryptoglossini LeConte, 1862)
  - Tribus Nyctoporini Lacordaire, 1859
  - Tribus Elenophorini Solier, 1837
  - Tribus Nycteliini Solier, 1834
  - Tribus Physogasterini Lacordaire, 1859
  - Tribus Praociini Eschscholtz, 1829
  - Tribus Coniontini Lacordaire, 1859 / Schaum, 1859
  - Tribus Branchini LeConte, 1862
  - Tribus Asidini Fleming, 1821
  - Tribus Cnemodinini Gebien, 1910
  - Tribus Trilobocarini Lacordaire, 1859
  - Tribus Epitragini Blanchard, 1845
  - Tribus Edrotini Lacordaire, 1859 (= Eurymetpini Casey, 1907)
  - Tribus Phrynocarenini Gebien, 1928
  - Tribus Thinobatini Lacordaire, 1859
  - Tribus Evaniosomini Lacordaire, 1859
  - Tribus Adesmiini Lacordaire, 1859
  - Tribus Tentyriini Eschscholtz, 1831
  - Tribus Kuhitangiini Medvedev, 1962
  - Tribus Leptodini Lacordaire, 1859
- Onderfamilie Tenebrioninae Latreille, 1802
  - Tribus Palorini Matthews, 2003
  - Tribus Toxicini Lacordaire, 1859
    - Subtribus Eudysantina
    - Subtribus Nycteropina Lacordaire, 1859
    - Subtribus Toxicina Lacordaire, 1859

  - Tribus Bolitophagini Kirby, 1837
  - Tribus Tenebrionini Latreille, 1802
  - Tribus Centronopini Doyen, 1989
  - Tribus Titaenini Fauvel, 1905
  - Tribus Heleini Fleming, 1821
    - Subtribus Asphalina Matthews et Lawrence, 2005
    - Subtribus Cyphaleina Lacordaire, 1859
    - Subtribus Heleina Fleming, 1821

  - Tribus Acropteronini Doyen, 1989
  - Tribus Alphitobiini Reitter, 1917
  - Tribus Triboliinni Mulsant, 1854
  - Tribus Heloppini Latreille, 1802
  - Tribus Helopinini Lacordaire, 1859
    - Subtribus Aptilina Koch, 1958
    - Subtribus Helopinina Lacordaire, 1859
    - Subtribus Micrantereina Reitter, 1917
    - Subtribus Oncosomina Koch, 1958

  - Tribus Amarygmini Gistel, 1856
  - Tribus Rhysopaussini Wasmann, 1896
  - Tribus Cerenopini Horn, 1870
  - Tribus Eulabini Horn, 1870
  - Tribus Apocryphini Lacordaire, 1859
  - Tribus Scaurini Billberg, 1820
  - Tribus Scotobiini {{{1}}}, 1838
  - Tribus Blaptini Leach, 1815
    - Subtribus Blaptina Leach, 1815
    - Subtribus Gnaptorina Medvedev, 2001
    - Subtribus Gnaptorinina Medvedev, 2001
    - Subtribus Prosodina Skopin, 1960
    - Subtribus Remipedellina Semenov, 1907

  - Tribus Praeugenini De Moor, 1970
  - Tribus Amphidorini LeConte, 1862 (= Eleodini Blaisdell, 1909)
  - Tribus Pedinini Eschscholtz, 1829
    - Subtribus Dendarina Seidlitz, 1889
    - Subtribus Eurynotina Mulsant et Rey, 1854 (= Oncotina Koch, 1953)
    - Subtribus Leichenina Mulsant, 1854
    - Subtribus Loensina Koch, 1956
    - Subtribus Melambiina Mulsant et Rey, 1854[17] (= Litoborina Antoine, 1941)[18]
      - Geslacht Allophylax Bedel, 1906[19]
        - Ondergeslacht Allophylax Bedel, 1906[19]
          - Allophylax (Allophylax) brevicollis (Baudi di Selve, 1876)
            - = Phylax brevicollis Baudi di Selve, 1876[20]
            - = Melambiophylax brevicollis (Baudi di Selve, 1876)
            - = Allophylax brevicollis (Baudi di Selve, 1876)

        - Ondergeslacht Phylaximon Koch, 1948[21]
        - Ondergeslacht Litoboromimus Koch, 1948[21]

      - Geslacht Pseudemmallus Koch, 1956[22]
        - Pseudemmallus aspericollis Koch, 1956[22]

      - Geslacht Tragardhus Koch, 1956[22]
        - Ondergeslacht Tragardhus Koch, 1956
          - Tragardhus (Tragardhus) majae Kamiński, 2017[23]
          - Tragardhus (Tragardhus) jani Kamiński, 2017[24]
          - Tragardhus (Tragardhus) glandipleurum Koch, 1956[22]
          - Tragardhus (Tragardhus) stigmaticus Koch, 1956[22]
          - Tragardhus (Tragardhus) biapicalis Koch, 1956[22]

        - Ondergeslacht Mitragardhus Koch, 1956[22]
          - Tragardhus (Mitragardhus) ewae Kamiński, 2017[25]
          - Tragardhus (Mitragardhus) nodosus Koch, 1956[22]
          - Tragardhus (Mitragardhus) ryszardi Kamiński, 2017[26]
          - Tragardhus (Mitragardhus) zuzannae Kamiński, 2017[27]

- -     - Subtribus Pythiopona Koch, 1953

  - Tribus Opatrini Brullé, 1832
    - Subtribus Heterocheirina Koch, 1956
    - Subtribus Heterotarsina Blanchard, 1845
    - Subtribus Opatrina Brullé, 1832
    - Subtribus Pachypterina Medvedev, 1968
    - Subtribus Stizopina Lacordaire, 1859[28]

  - Tribus Platyscelidini Lacordaire, 1859
  - Tribus Dissonomini Medvedev, 1968
  - Tribus Melanimini Seidlitz, 1894 (1854)
- Onderfamilie Alleculinae Laporte, 1840
  - Tribus Alleculini Laporte, 1840
    - Subtribus Alleculina Laporte, 1840
    - Subtribus Gonoderina Seidlitz, 1896
    - Subtribus Mycetocharina Mulsant, 1856 / Gistel, 1856
    - Subtribus Xystropodina Solier, 1835 (= Lystronychina Lacordaire, 1859)

  - Tribus Cteniopodini Solier, 1835
- Onderfamilie Diaperinae Latreille, 1802
  - Tribus Diaperini Latreille, 1802
    - Subtribus Adelinina LeConte, 1862
    - Subtribus Diaperina Latreille, 1802

  - Tribus Hyociini Medvedev et Lawrence, 1982
    - Subtribus Brittonina Medvedev et Lawrence, 1986
    - Subtribus Hyociina Medvedev et Lawrence, 1982
    - Subtribus Uptonina Medvedev et Lawrence, 1986

  - Tribus Ectychini Doyen, Matthews et Lawrence, 1990
  - Tribus Crypticini Brullé, 1832
  - Tribus Phaleriini Blanchard, 1845
  - Tribus Trachyscelini Blanchard, 1845
  - Tribus Myrmechixenini Jacquelin DuVal, 1858
  - Tribus Hypophlaeini Billberg, 1820
  - Tribus Gnathidiini Gebien, 1921
    - Subtribus Anopidiina Jeannel and Paulian, 1945
    - Subtribus Gnathidiina Gebien, 1921

  - Tribus Scaphidemini Reitter, 1922
  - Tribus Leiochrinini Lewis, 1894
- Onderfamilie Stenochiinae Kirby, 1837 (= Coelometopinae Lacordaire, 1859 / Schaum, 1859)
  - Tribus Cnodalonini Gistel, 856 (= Coelometopini Lacordaire, 1859 / Schaum, 1859)
  - Tribus Setnochiini Kirby, 1837 (= Strongyliini Lacordaire, 1859)
  - Tribus Talanini Champion, 1887 (1883)

## In Nederland waargenomen soorten
- Genus: Allecula
  - Allecula morio
  - Allecula rhenana
- Genus: Alphitobius
  - Alphitobius diaperinus - (Piepschuimkever)
  - Alphitobius laevigatus
- Genus: Alphitophagus
  - Alphitophagus bifasciatus
- Genus: Blaps
  - Blaps lethifera - (Stompe dodentor)
  - Blaps mortisaga - (Kelderkever)
  - Blaps mucronata - (Gewone kelderkever)
- Genus: Bolitophagus
  - Bolitophagus reticulatus
- Genus: Corticeus
  - Corticeus bicolor
  - Corticeus fasciatus
  - Corticeus fraxini
  - Corticeus linearis
  - Corticeus unicolor
- Genus: Crypticus
  - Crypticus quisquilius - (Vlugge zwartlijftor)
- Genus: Cteniopus
  - Cteniopus sulphureus - (Gele bloemenkever)
- Genus: Diaclina
  - Diaclina fagi
- Genus: Diaperis
  - Diaperis boleti - (Boletenzwartlijfje)
- Genus: Eledona
  - Eledona agricola
- Genus: Gnatocerus
  - Gnatocerus cornutus - (Bruine broodkever)
  - Gnatocerus maxillosus
- Genus: Gonocephalum
  - Gonocephalum rusticum
- Genus: Gonodera
  - Gonodera luperus
- Genus: Helops
  - Helops caeruleus
- Genus: Hymenalia
  - Hymenalia rufipes
- Genus: Isomira
  - Isomira murina - (Tweekleurige bloemkever)
- Genus: Lagria
  - Lagria atripes
  - Lagria hirta - (Ruigkever of Wolkever)
- Genus: Latheticus
  - Latheticus oryzae
- Genus: Melanimon
  - Melanimon tibialis
- Genus: Mycetochara
  - Mycetochara axillaris
  - Mycetochara humeralis
  - Mycetochara linearis
- Genus: Myrmechixenus
  - Myrmechixenus subterraneus
  - Myrmechixenus vaporariorum
- Genus: Nalassus
  - Nalassus laevioctostriatus
- Genus: Neomida
  - Neomida bicornis
  - Neomida haemorrhoidalis
- Genus: Omophlus
  - Omophlus propagatus
- Genus: Opatrum
  - Opatrum sabulosum - (Gekorrelde zwartlijf)
- Genus: Palorus
  - Palorus depressus
  - Palorus ratzeburgii
  - Palorus subdepressus
- Genus: Pentaphyllus
  - Pentaphyllus testaceus
- Genus: Phaleria
  - Phaleria cadaverina - (Strandzwartlijf)
- Genus: Phylan
  - Phylan gibbus - (Duinzwartlijf)
- Genus: Platydema
  - Platydema violaceum
- Genus: Prionychus
  - Prionychus ater - (Zwartkever of Beukenzwartkever)
  - Prionychus melanarius
- Genus: Pseudocistela
  - Pseudocistela ceramboides
- Genus: Scaphidema
  - Scaphidema metallicum
- Genus: Tenebrio
  - Tenebrio molitor - (Meeltor)
  - Tenebrio obscurus
- Genus: Tribolium
  - Tribolium castaneum - (Warenzwartlijf of Kastanjebruine rijstmeelkever)
  - Tribolium confusum - (Kleine meeltor)
  - Tribolium destructor - (Zwartbruine meeltor of Grote rijstmeelkever)
- Genus: Uloma
  - Uloma culinaris
- Genus: Xanthomus
  - Xanthomus pallidus

## Galerij

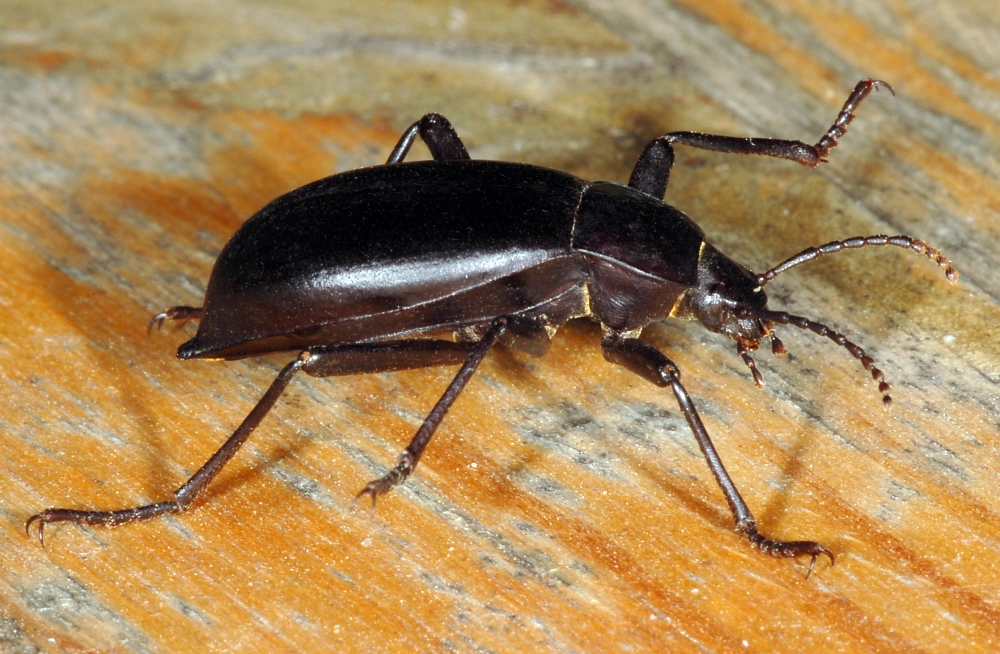
Dodentor (Blaps mortisaga)
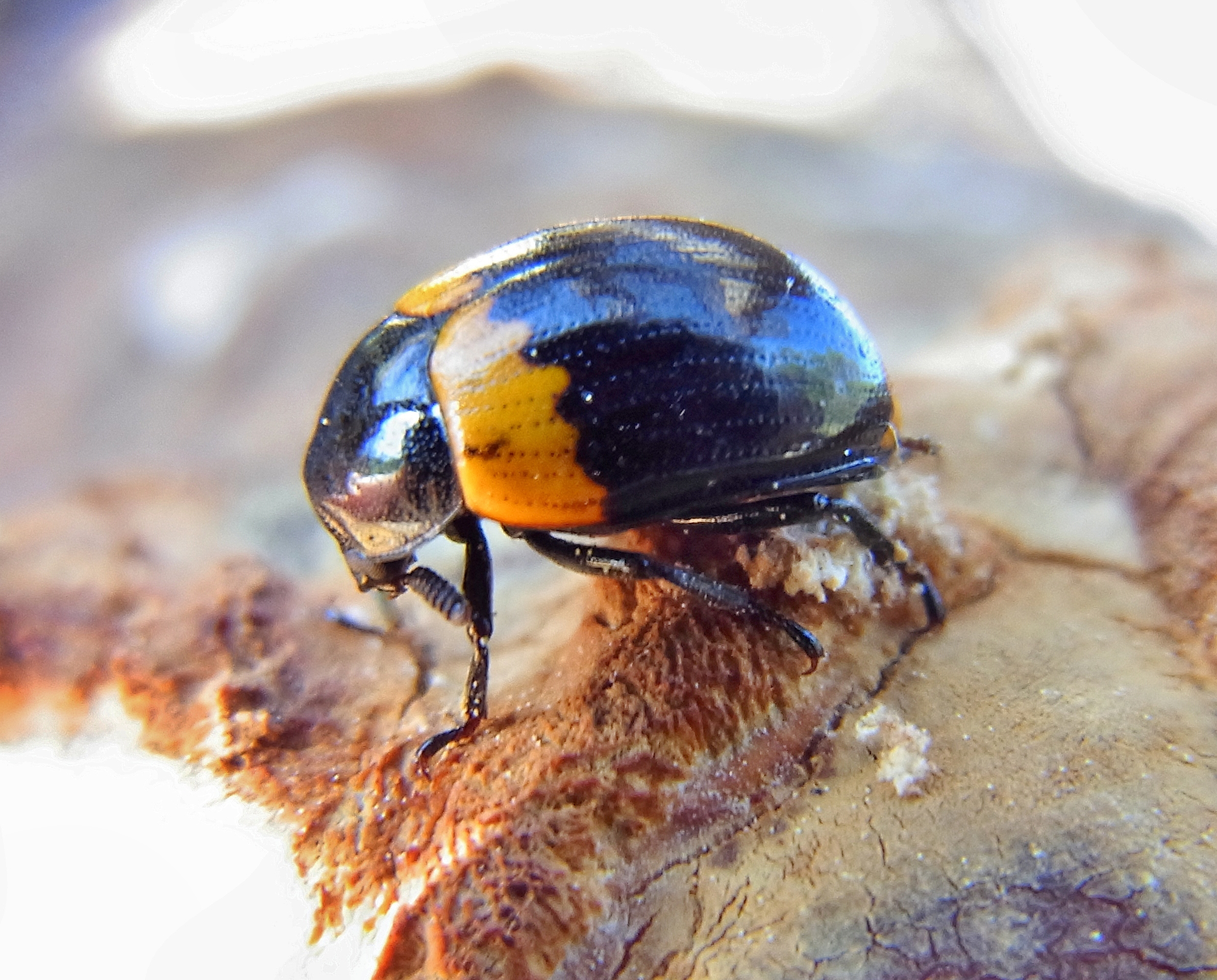
Boletenzwartlijf (Diaperis boleti)
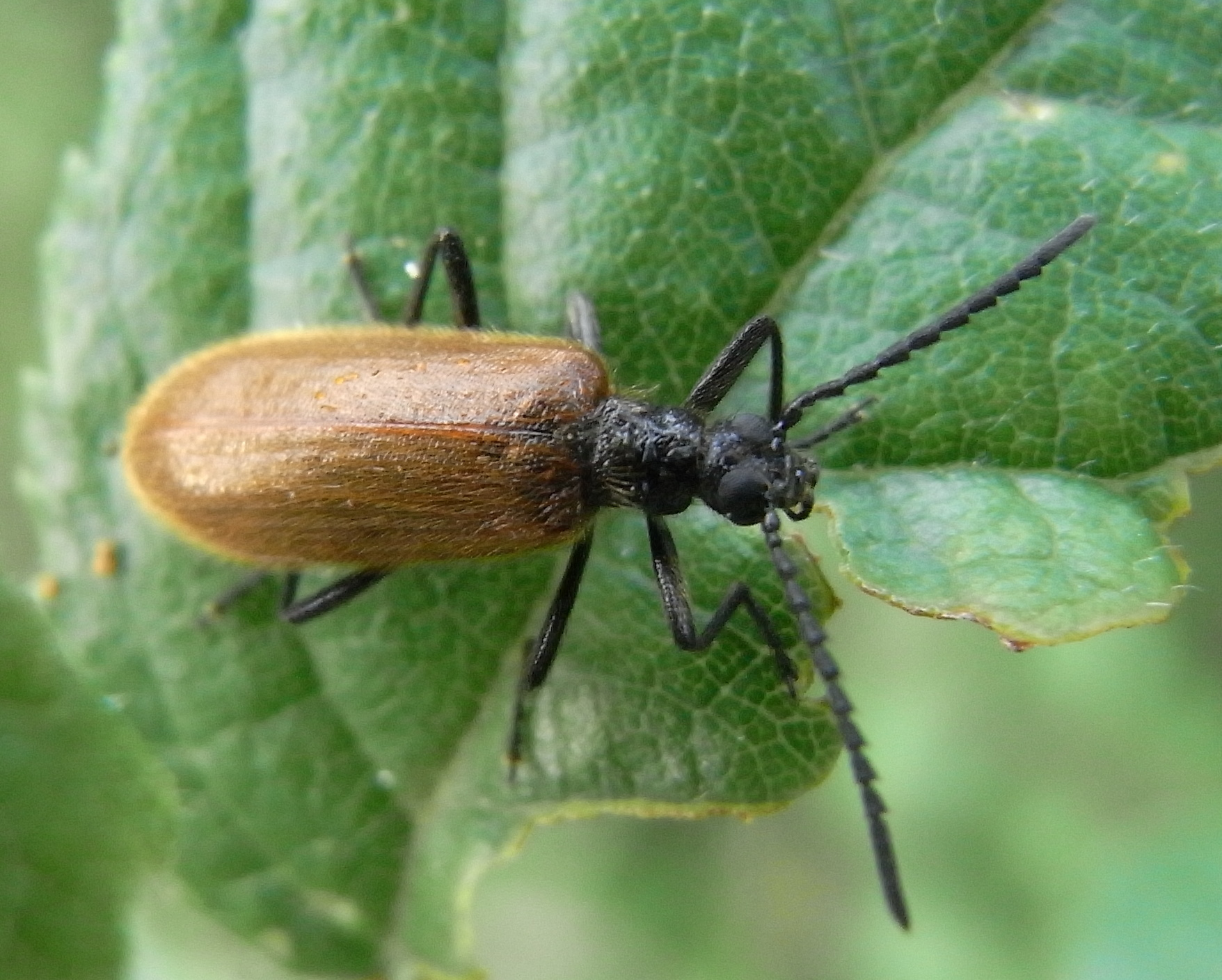
Wolkever (Lagria hirta)
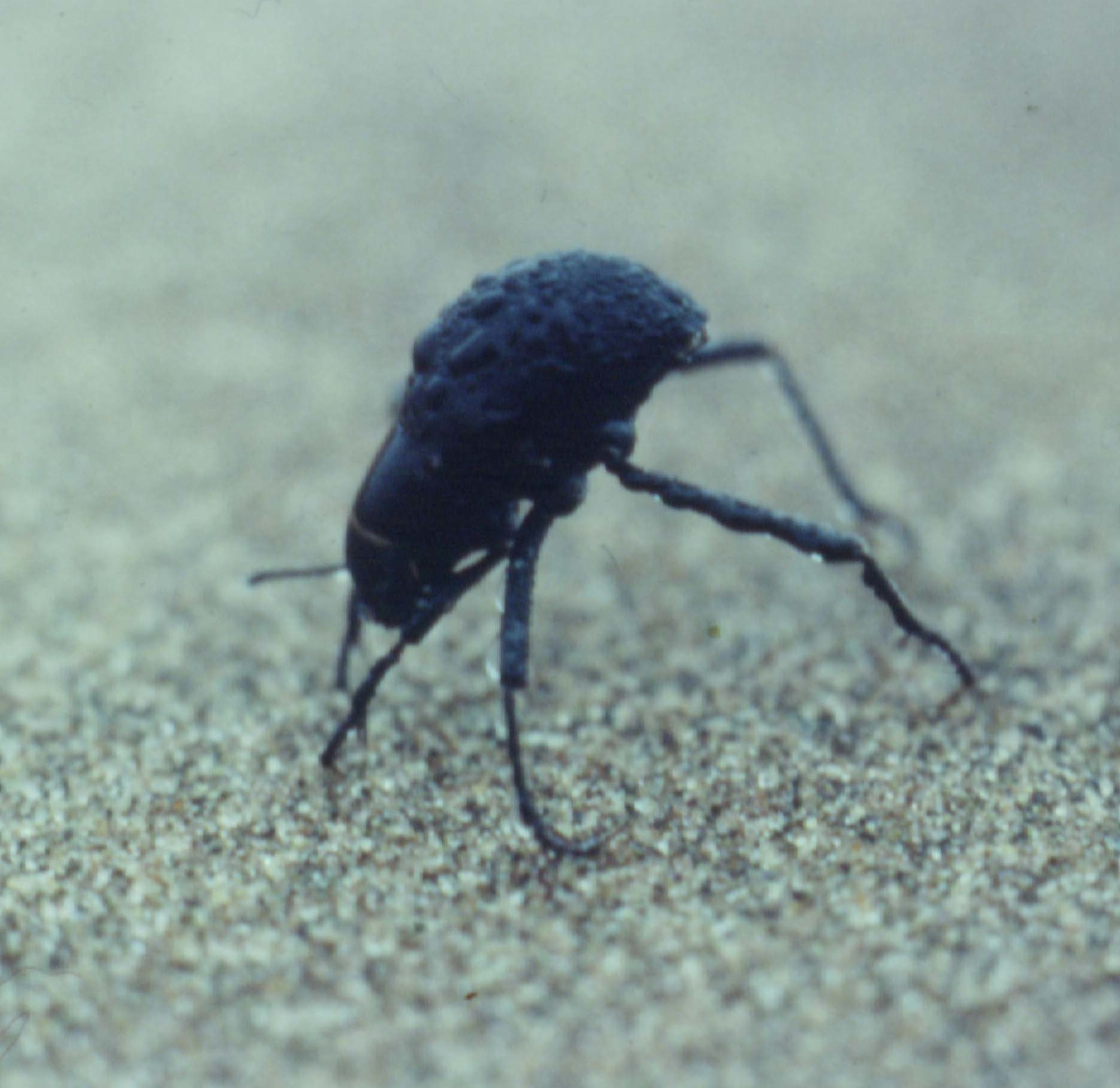
Onymacris unguicularis
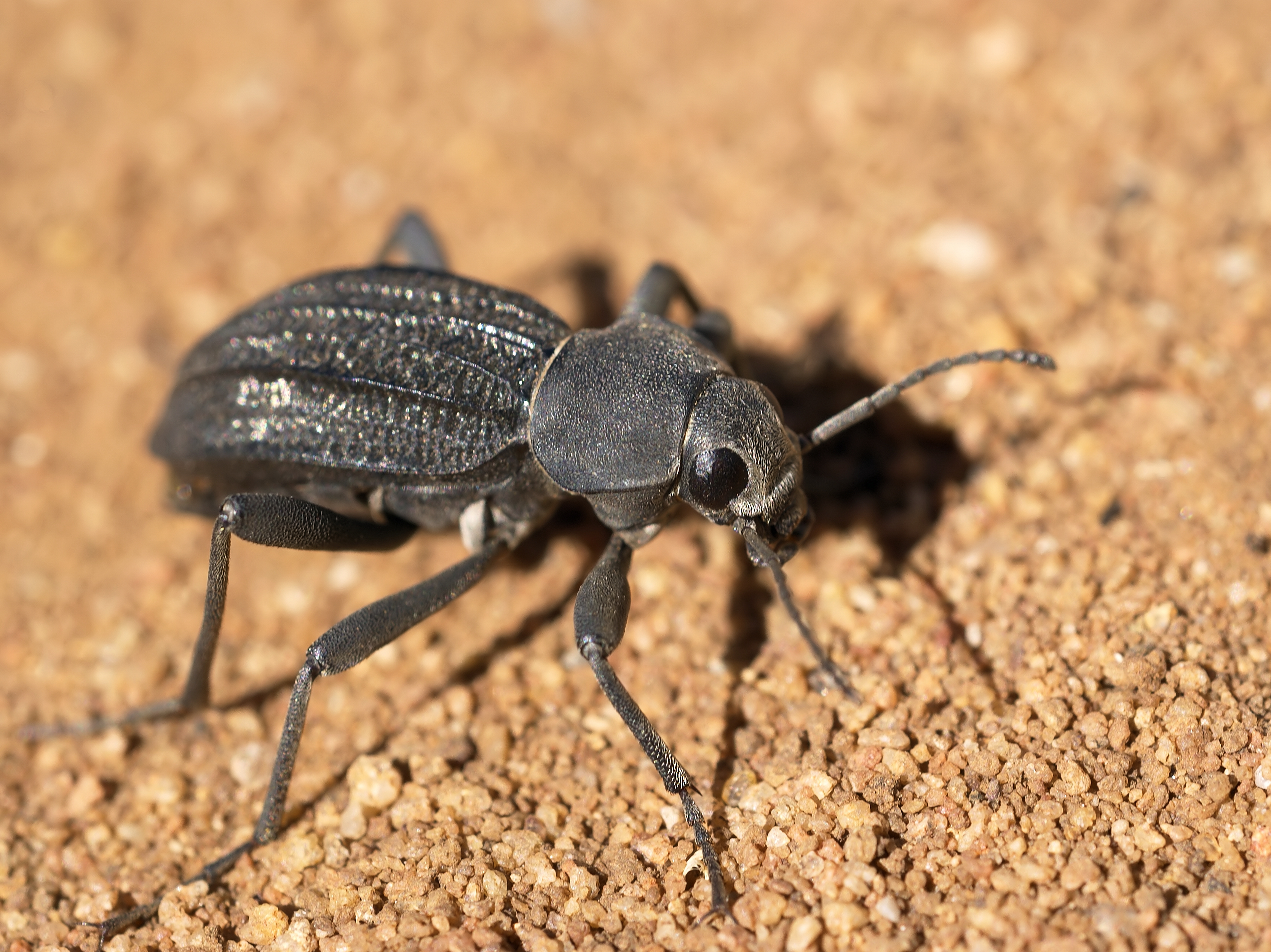
Somaticus aeneus
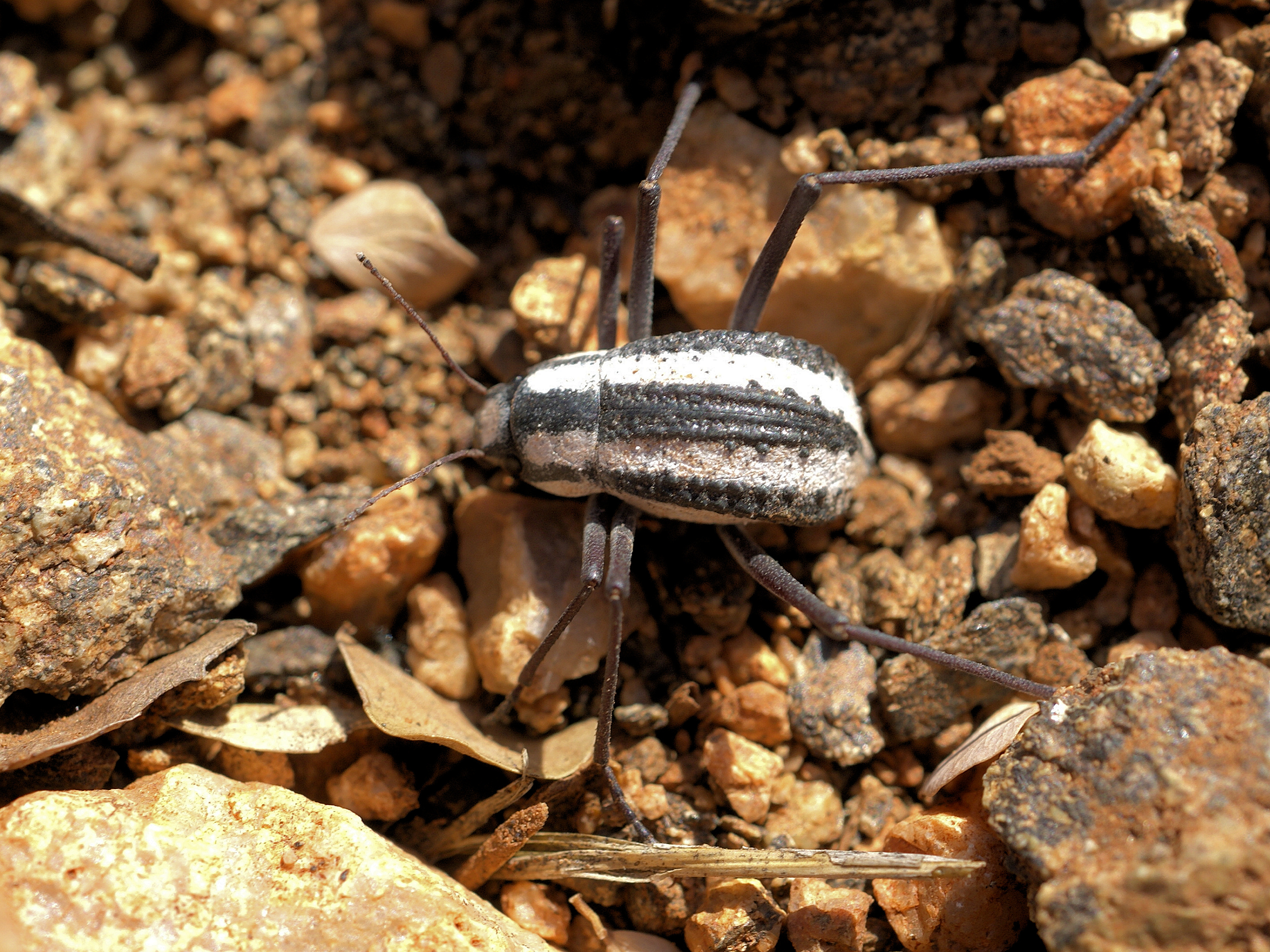
Stenocara gracilipes
Akis-soort in de Iconographia Zoologica